# メゾン ある娼館の記憶
『メゾン ある娼館の記憶』（仏: L'Apollonide: Souvenirs de la maison close 英: House of Tolerance）は、2011年のフランス映画。

## 概要
19世紀から20世紀にかけてのパリの高級娼館アポロニドを舞台に、そこで生活する娼婦たちの日常を美しくかつ退廃的に描く。監督はベルトラン・ボネロ。ボネロは監督・脚本の他に製作も兼任し、音楽も自ら手がけた。
本作は2011年5月に開催された第64回カンヌ国際映画祭のコンペティション部門に出品された。翌2012年の第37回セザール賞では7部門にノミネートされ、アナイス・ロマンが衣装デザイン賞を受賞した。同年のリュミエール賞ではアデル・エネルが有望若手女優賞を受賞した。
日本では2011年10月に開催された第24回東京国際映画祭のWORLD CINEMA部門で『ある娼館の記憶』の題で上映された後、2012年6月に劇場公開された。

## キャスト
- ノエミ・ルボフスキー：マリー・フランス
- アフシア・エルジ：サミラ
- セリーヌ・サレット：クロチルド
- ジャスミン・トリンカ：ジュリー
- アデル・エネル：レア
- アリス・バルノール：マドレーヌ
- イリアーナ・ザベート：ポーリーン